# Кунц-Лейк (Індіана)
Кунц-Лейк (англ. Koontz Lake) — переписна місцевість (CDP) в США, в округах Старк і Маршалл штату Індіана. Населення — 1667 осіб (2020).

## Географія
Кунц-Лейк розташований за координатами 41°24′44″ пн. ш. 86°28′39″ зх. д. / 41.41222° пн. ш. 86.47750° зх. д. (41.412180, -86.477386).  За даними Бюро перепису населення США в 2010 році переписна місцевість мала площу 10,08 км², з яких 8,73 км² — суходіл та 1,35 км² — водойми.

## Демографія
Згідно з переписом 2010 року, у переписній місцевості мешкало 1557 осіб у 665 домогосподарствах у складі 439 родин. Густота населення становила 154 особи/км².  Було 1036 помешкань (103/км²).
Расовий склад населення:
| - 97,2 % — білих - 0,1 % — корінних американців - 0,1 % — чорних або афроамериканців - 0,1 % — азіатів |

До двох чи більше рас належало 1,7 %. Частка іспаномовних становила 2,2 % від усіх жителів.
За віковим діапазоном населення розподілялося таким чином: 20,2 % — особи молодші 18 років, 60,3 % — особи у віці 18—64 років, 19,5 % — особи у віці 65 років та старші. Медіана віку мешканця становила 45,3 року. На 100 осіб жіночої статі у переписній місцевості припадало 102,7 чоловіків;  на 100 жінок у віці від 18 років та старших — 99,0 чоловіків також старших 18 років.
Середній дохід на одне домашнє господарство  становив 54 222 долари США (медіана — 49 083), а середній дохід на одну сім'ю — 59 258 доларів (медіана — 53 333). За межею бідності перебувало 11,3 % осіб, у тому числі 16,5 % дітей у віці до 18 років та 12,4 % осіб у віці 65 років та старших.
Цивільне працевлаштоване населення становило 645 осіб. Основні галузі зайнятості: виробництво — 27,0 %, освіта, охорона здоров'я та соціальна допомога — 17,1 %, роздрібна торгівля — 9,3 %, мистецтво, розваги та відпочинок — 9,0 %.